# Yannick Jozefzoon
Yannick Jozefzoon (uitspraak voornaam: /jαˈnik/; Groningen, 8 augustus 1990) is een Nederlandse acteur en presentator. Hij studeerde in 2015 af aan de Toneelacademie Maastricht. 

## Loopbaan
Jozefzoon begon op vroege leeftijd met acteren. Op veertienjarige leeftijd speelde hij kleine rollen in de televisieseries Zoenen of schoppen en Nieuwe ouders. Hij sloot zich aan bij Theatergroep DNA, waarna hij in 2010 werd aangenomen aan de Toneelacademie Maastricht. Hij was te zien in de televisieseries Flikken Rotterdam, Odds en Meiden van de Herengracht. In 2015 speelde hij een grote rol in de bioscoopfilm Boy 7. 
Hij speelde bij de theatergezelschappen Het Nationale Toneel, Well Made Productions en Likeminds. Bij Likeminds maakte hij de eigen solo Voor Mijn Kinderen. In 2016 was hij te zien in films Of ik gek ben, De held en Babatunde, en in 2018 in Tom Adelaar. Vanaf 2016 presenteert Jozefzoon ook het NPO Zapp-jeugdprogramma De Buitendienst.

## Theatervoorstellingen
- Antigone (2013) – Wachtpost (regie: Victor Löw)
- Dubbelbloed (2014) – duo, Toneelacademie Maastricht (regie: Jip Vuik)
- Marat de Sade (2014) – Coulmier en Duperet (regie: Johan Doesburg)
- The New Electric Ballroom (2014) – Patsy (regie: Joost Horward)
- Genesis (2015) – Het Nationale Toneel
- I've Never Always Been Like This (2015) – solo, Toneelacademie Maastricht
- A Raisin in the Sun (2015) – Travis en Bobo (regie: Teunkie van der Sluijs)
- Stand Up (2015) – Fabuleus (regie: Dirk de Lathauwer)
- Lord of the flies (2016) – Roger
- Midzomernachtdroom (2016) – Het Nationale Toneel
- Voor mijn kinderen (2016) – solo, Likeminds (regie: Floris van Delfst, tekst: Koos Terpstra)
- A seat at the table (2017)
- Romeo en Julia (2018)
- In het hol van de leeuw (2018) – DOX